# Rumelien

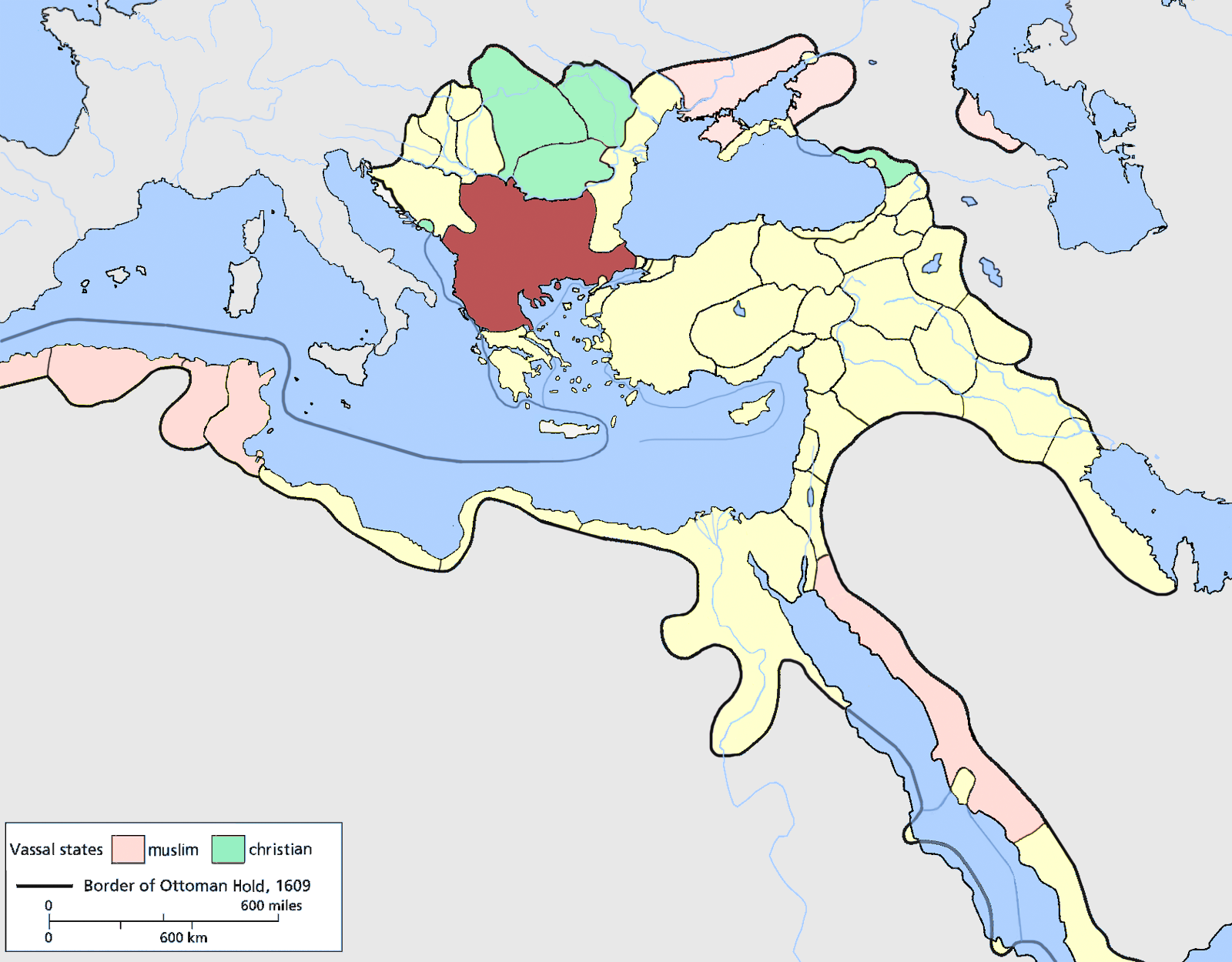
Rumelien (röd) år 1609.

Rumelien var sedan 1400-talet namnet för de södra regionerna av Balkan som ingick i Osmanska riket. Rumeli betyder romarnas land och syftar på Bysantinska riket som innan dess var den dominerande makten där. Under 1000-talet och 1100-talet användes termen av  Bysantinska riket för Anatolien.
Rumelien utgjorde de tidigare provinserna Konstantinopel, Thessaloniki, Thrakien, Makedonien  och Moesia. Dess gränser möttes av Donau, Albanien och Morea. Namnet Rumelia var slutligen tilldelad en provins som omfattade Albanien och nordvästra Makedonien med Bitola som huvudstad.
Efter de stora administrativa förändrinarna mellan 1870 och 1875 upphörde namnet att motsvara något politiskt indelat område. Östrumelien skapades som en autonom provins inom det Osmanska riket efter Berlinkongressen 1878 men efter en oblodig kupp den 6 september 1885 införlivades Östrumelien med Bulgarien.
Idag har namnet Trakya (efter ordet Trakien) ersatt namnet Rumelien för den europeiska delen av Turkiet. I andra länder använder man turkiska Trakien eller Östtrakien för området. Namnet Rumelien används fortfarande i historiska sammanhang. I Grekland används termen Rumelien sedan den osmanska tiden för de centrala regionerna av landet, även kallade Grekiska fastlandet.

## Bilder från städer under osmanskt styre

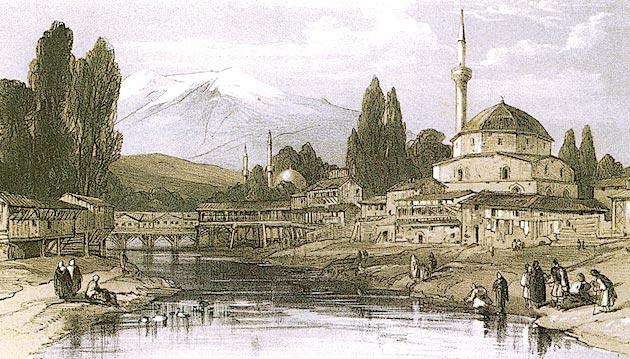
Osmanska Bitola under 1800-talet.
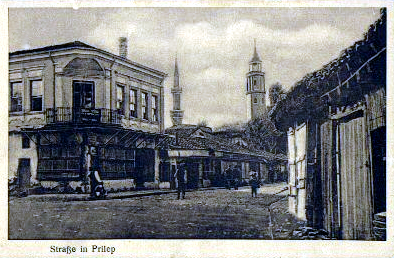
Prilep vid slutet av 1800-talet.
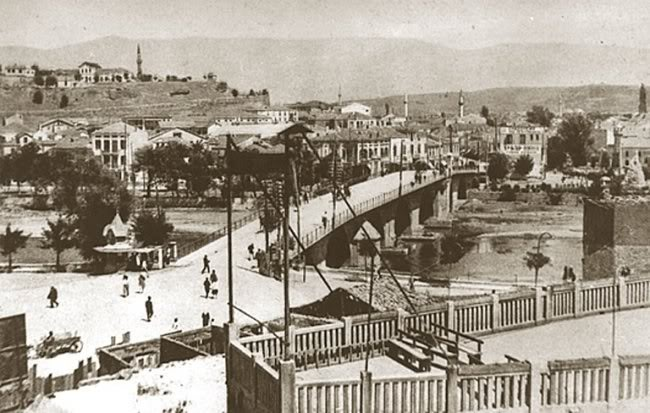
Minareter vid osmanska Skopjes horisont.
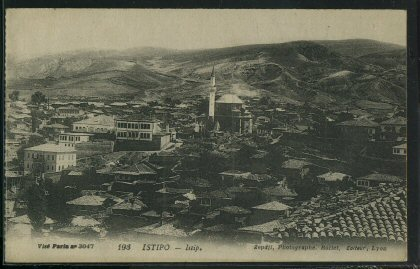
Osmanska Štip.